# Nanni di Baccio Bigio

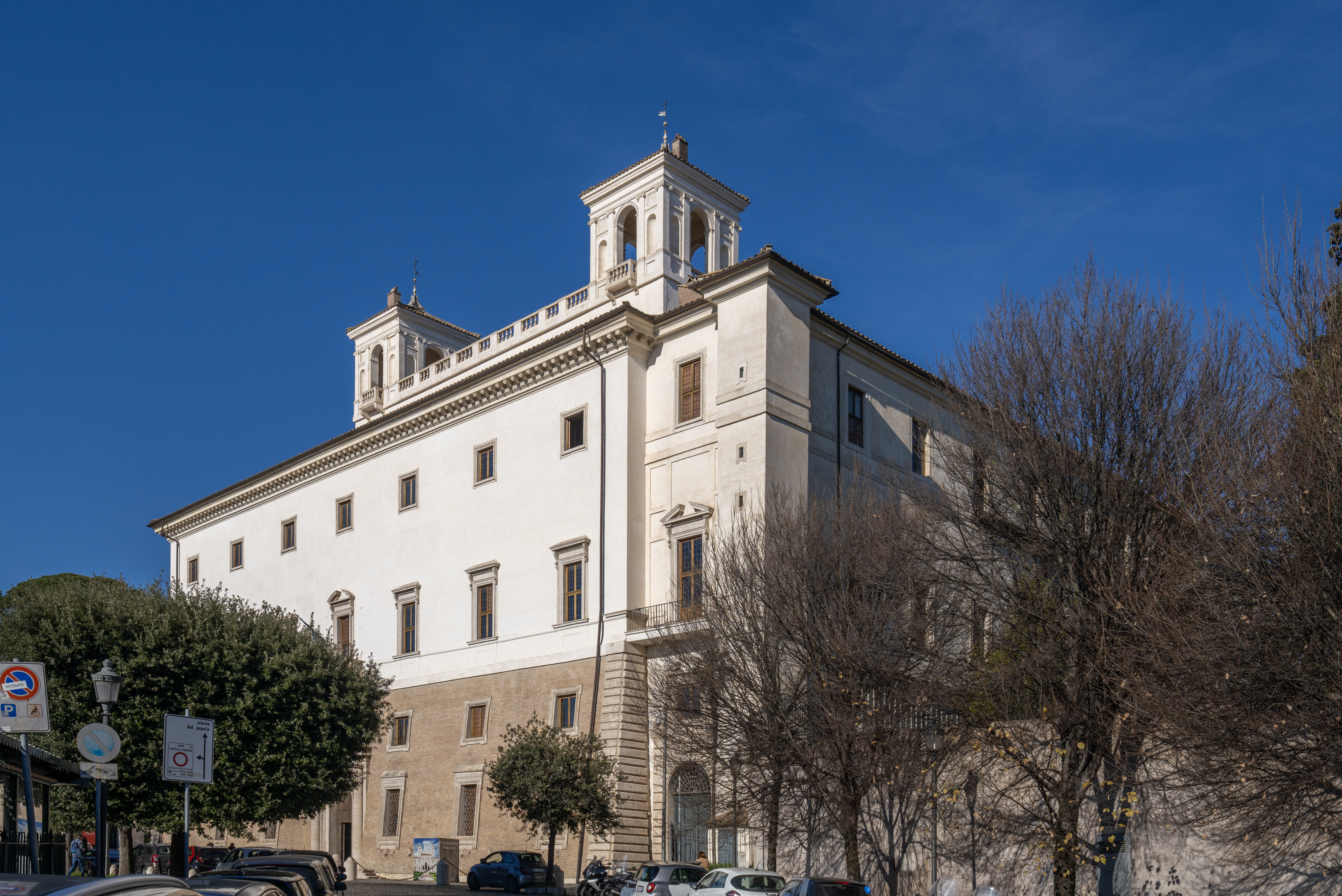
Willa Medici w Rzymie

Nanni di Baccio Bigio (ur. ok. 1511 we Florencji, zm. 1568 w Rzymie) - pseudonim włoskiego architekta Giovanniego Lippi.

## Życiorys
Pracował głównie w Rzymie, gdzie był, m.in. autorem projektu Palazzo Salviati alla Lungara, kierował przebudową zamku Sant'Angelo oraz zbudował Porta del Popolo.

## Ważniejsze prace
- Villa Medici, 1564-1574
- Palazzo Salviati
- Casale di San Pio V
- Palazzo Salviati alla Lungara
- Fortifications of Fano